# Jacob Matijevic

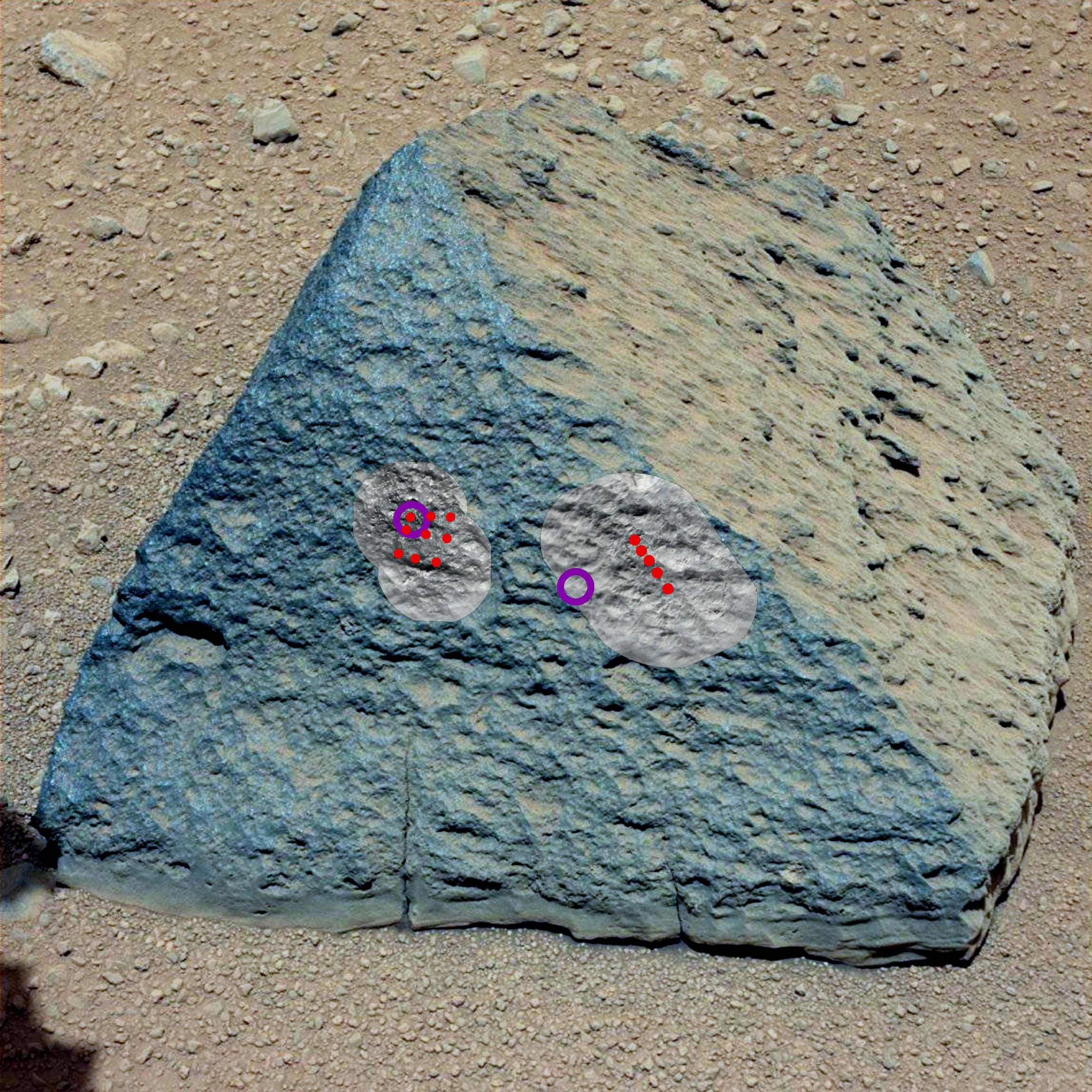
Skała "Jake Matijevic"

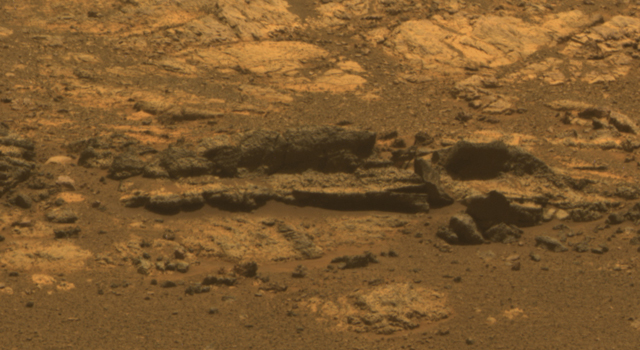
"Matijevic Hill" – wzgórze na zachodnim brzegu krateru Endurance

Jacob R. Matijevic, znany również jako "Jake" Matijevic (ur. 3 listopada 1947 w Chicago, zm. 20 sierpnia 2012 w Los Angeles) – amerykański matematyk i inżynier, pracownik NASA.
Na jego cześć naukowcy z NASA nazwali skałę na Marsie (Jake Matijevic), którą odkrył i zbadał łazik Curiosity oraz wzgórze na zachodnim brzegu krateru Endurance (Matijevic Hill).